# Юліян Німилович
Юліян Німилович (прізвище інколи Немилович, хресне ім'я Іван; 25 листопада 1839, Дрогобич — 13 червня 1909, Золочів) — український церковний діяч, ієромонах-василіянин, педагог, директор Дрогобицької головної школи (1870–1898), ігумен Дрогобицького (1874–1898) та Золочівського (1898–1909) монастирів.

## Життєпис
Іван Німилович народився 25 листопада 1839 року в Дрогобичі в сім'ї Теодора Німиловича і його дружини Катерини з дому Романська. Спочатку навчався у Дрогобицькій головній школі, згодом закінчив гімназію у Львові, а в 1862—1866 роках навчався у Львівській духовній семінарії. 11 березня 1866 року отримав священничі свячення з рук перемишльського владики Томи Полянського і невдовзі після висвячення вступив до Василіянского Чину, де на облечинах отримав монаше ім'я Юліян. Вічні обіти склав 1869 року в Добромилі. Відразу отримав призначення на вчителя Дрогобицької головної школи; у 1866/1867 шкільному році був учителем четвертого класу, в якому навчався Іван Франко. Про отця Юліяна Німиловича та деяких інших учителів-василіян згадував пізніше Франко як про світлих, гуманних та симпатичних людей, що вміли впоїти дітям не страх, а замилування до науки та до чесного трудящого життя.
Близько 1870 року став директором школи, а в 1874 році — ігуменом монастиря, адміністратором парафії і радником міста. Отець Німилович дбав про монастирську бібліотеку, цікавився старовинними іконами й створив при монастирі невеликий музей. Скарби, які він урятував склали значну частину колекції теперішнього краєзнавчого музею в Дрогобичі. У 1898 році переведений на ігумена василіянського Свято-Вознесенського монастиря в місті Золочів, де служив кінця своїх днів.
Помер 13 червня 1909 року в Золочеві і там був похований. У 1912 році дрогобичани отримали дозвіл на перевезення і перепоховання його тлінних останків у Дрогобичі, яке відбулося при великому зібранні народу на цвинтарі біля церкви Преображення Господнього, збудованої на честь скасування панщини в Галичині.